# Merry Pierce
Merry Pierce is een Nederlandse indiepop-band.

## Biografie

### Ontstaan
Merry Pierce ontstaat in 1996 als soloproject van Jarno Volman. Onder die naam brengt hij vanaf begin 1997 met regelmaat demo cassettes uit. Hierdoor groeit de bekendheid van Merry Pierce in Oost-Nederland. Het Nationaal pop instituut (NPI) nodigt Volman in 1997 uit voor het singer-songwriters-project Characters. Merry Pierce verschijnt uiteindelijk met 3 tracks op deze cd.
Hierna groeit de aandacht voor Merry Pierce in diverse landelijke dag-, week- en maandbladen. Volman heeft een band bij elkaar gezocht als hij wordt gevraagd voor een 2 meter sessie op radio 3FM. Ook treedt de band in 1998 een aantal keer op in het Nederlandse clubcircuit.

### Beach, Blanket, Bingo...
Hierna gaat Volman weer alleen verder als Merry Pierce. Hij tekent een platencontract bij Jonagold Records. De opnamen voor het debuutalbum van Merry Pierce vinden plaats in de thuisstudio van Volman. In mei 2000 zijn deze klaar. Het resultaat wordt gemixt door JB Meijers in de Boventoon studio te Amsterdam. Meijers speelt ook basgitaar op 2 tracks. Rob Snijders (ex-Kong, ex-Celestial Season) speelt op 4 tracks de drumpartijen in. Het album krijgt de titel Beach, Blanket, Bingo....
Beach, blanket, bingo... verschijnt in oktober 2000. Het album krijgt positieve recensies. Het staat 3 maanden in OOR's Moordlijst genoteerd. Ook John Peel draait nummers van het album in zijn programma op BBC radio.

### The Warm Aquarium
Daarna is het stil rondom Merry Pierce. Volman richt zich op zijn studie Muziektechnologie aan de Hogeschool voor de Kunsten (HKU) in Utrecht. Deze studie rondt hij in 2004 af. Ondertussen blijft hij aan nieuwe nummers werken. Deze neemt hij op in zijn eigen thuisstudio: Studio Silencio. Op basis van deze opnames tekent Volman een contract bij Excelsior Recordings. Zijn huisopnamen worden gemixt door Frans Hagenaars. Rob Snijders speelt weer de drumpartijen in. Anneke van Giersbergen (ex-The Gathering) zingt in het nummer Audrey's Dance de leadpartij.
Ook formeert Volman weer een live band. Deze bestaat uit gitarist Pim van Zanen (ex-Celestial Season), bassist Edwin Toonen en drummer Rob Snijders, die begin maart 2007 wordt opgevolgd door drummer Peter Onstein (Barbarella).
Het nieuwe album verschijnt in de zomer van 2007 op het Excelsior label en heet The warm aquarium.
In 2010 wordt Volman bassist in de Nijmeegse band The Kevin Costners.

## Discografie

### Albums
- 2000: Beach, Blanket, Bingo... (cd, Jonagold Records)
- 2007: The warm aquarium (cd, Excelsior Recordings)

### Singles
- 2007: The Town Where We Used To Live (Promo, Excelsior Recordings)